# 북대서양 환류

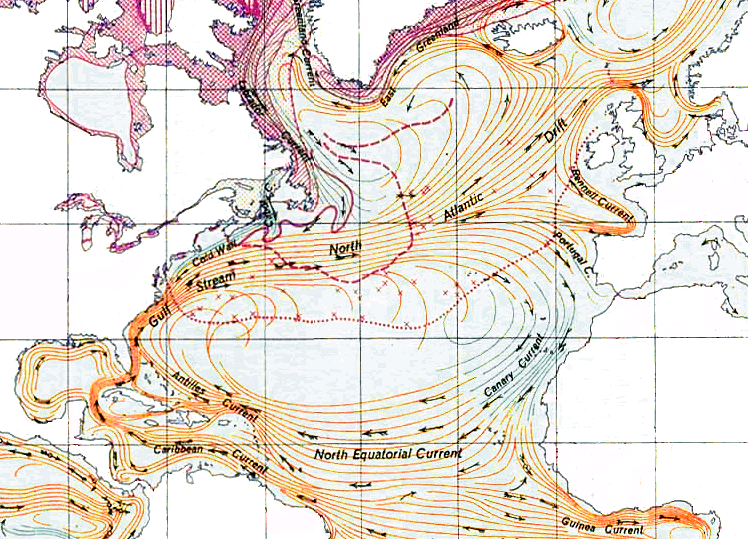
환류를 둘러싼 해류의 모습.

북대서양 환류(North Atlantic Gyre)는 대서양에 위치한 5개의 거대 해양 환류 중 하나이다. 이것은 적도 수렴대에서 아이슬란드 남부까지, 북아메리카의 동해안에서 유럽과 아프리카의 서해안까지 북대서양을 가로지르는 원형 해류이며, 지류 와류와 아환류가 있다.
차례로 이 환류는 주로 서쪽을 따라 북쪽으로 흐르는 멕시코 만류, 종종 혼동되는 그 연속인 북쪽을 가로지르는 북대서양 해류, 동쪽을 따라 남쪽으로 흐르는 카나리아 해류, 그리고 남쪽에 있는 대서양의 북적도 해류로 세분된다. 이 환류는 현저한 열염순환을 가지고 있으며, 지중해에서 서쪽으로 염분 높은 물을 가져와 북쪽으로 흘러 북대서양 심층수를 형성한다.
이 환류는 북태평양 환류에 태평양 거대 쓰레기 지대가 있는 것과 같은 방식으로 자연적인 쓰레기 또는 부유물 지대에 바다 쓰레기를 가둔다.
환류의 중심에는 잔잔한 물과 상당히 밀도가 높은 해초 축적으로 유명한 사르가소해가 있다.

## 구조
고위도에서 낮은 기온은 상당한 해양-대기 열 플럭스를 일으켜 수층의 밀도 증가와 대류를 유발한다. 개방 해양 대류는 깊은 해저 열수 분출구에서 발생하며, 해수와 대기의 온도 차이가 가장 큰 겨울에 특히 강하다. GSR(그린란드-스코틀랜드 해령)을 통해 남쪽으로 흐르는 6 스베드럽(Sverdrup, Sv)의 밀도 높은 물 중 3 Sv는 덴마크 해협을 통해 흐르며 덴마크 해협 월류수(DSOW)를 형성한다. 0.5-1 Sv는 아이슬란드-페로 해령을 통해 흐르고 나머지 2-2.5 Sv는 페로-셰틀랜드 해협을 통해 돌아온다. 이 두 흐름은 아이슬란드 스코틀랜드 월류수(ISOW)를 형성한다. 페로-셰틀랜드 해령을 통한 흐름의 대부분은 페로 뱅크 해협을 통해 흐르며 곧 아이슬란드-페로 해령을 통해 흐르는 물과 합류하여 레이캬네스 해령의 동쪽 측면을 따라 깊이 남쪽으로 흐른다.
ISOW가 GSR(그린란드-스코틀랜드 해령)을 월류하면서 아극 모드수 및 래브라도해수와 같은 중간 밀도의 물을 난류적으로 끌어들인다. 이러한 수괴들의 집합은 이후 레이캬네스 해령의 동쪽 측면을 따라, 찰리 깁스 단열대를 거쳐, 그리고 북쪽으로 흐르며 DSOW와 합류한다. 이 물들은 때때로 노르딕 해 월류수(NSOW)라고도 불린다. NSOW는 래브라도해 주변의 SPG(아극 순환)의 표면 경로를 따라 시클론적으로 흐르며 래브라도해수(LSW)를 더 끌어들인다.
특징적으로 염분이 낮은 래브라도해수(LSW)는 중앙 래브라도해에서 특히 겨울 폭풍 동안 깊은 대류에 의해 중간 깊이에서 형성된다. 이 대류는 래브라도해의 심층수를 형성하는 NSOW층을 관통할 만큼 깊지 않다. LSW는 NSOW와 합류하여 래브라도해 밖으로 남쪽으로 이동한다. NSOW는 북서쪽 모서리의 NAC 아래로 쉽게 통과하지만, 일부 LSW는 잔류한다. SPG에 의한 이러한 전환 및 잔류는 GSR(그린란드-스코틀랜드 해령) 월류 근처에서 LSW의 존재 및 유입을 설명한다. 그러나 전환된 LSW의 대부분은 CGFZ(찰리-깁스 단열대) 전에 갈라져 서부 SPG에 남아 있다. LSW 생산은 해수-대기 열 플럭스에 크게 의존하며 연간 생산량은 일반적으로 3–9 Sv 범위이다. ISOW는 아이슬란드-스코틀랜드 해령을 가로지르는 밀도 경사에 비례하여 생성되며, 따라서 하류 밀도에 영향을 미치는 LSW 생산에 민감하다 간접적으로는, LSW 생산 증가는 강화된 SPG와 관련이 있으며 ISOW와 반비례하는 것으로 가설화되었다 이러한 상호작용은 개별 월류수의 감소를 AMOC 감소로 단순하게 확장하는 것을 혼란스럽게 한다. LSW 생산은 8.2 ka 사건 이전에는 최소였던 것으로 이해되며, SPG는 이전에 약화된, 비대류 상태로 존재했던 것으로 생각된다.
래브라도해의 대류가 AMOC 순환에서 어느 정도의 역할을 하는지, 특히 래브라도해 변동성과 AMOC 변동성 간의 연관성에 대한 논쟁이 있다. 관측 연구는 이 연결이 존재하는지에 대해 결론을 내리지 못했다. OSNAP 배열을 사용한 새로운 관측은 래브라도해가 전복에 거의 기여하지 않음을 보여주며, 1990년으로 거슬러 올라가는 선박의 수로 관측도 유사한 결과를 보여준다. 그럼에도 불구하고, 다른 기술을 사용한 LSW 형성의 이전 추정치는 더 큰 전복을 시사한다.

## 계절적 변동성
많은 해양학적 패턴과 마찬가지로 북대서양 환류는 계절적 변화를 경험한다. 스트라마와 시들러(1988)는 환류가 계절적 분산으로 확장하고 수축하지만, 부피 수송의 크기는 크게 변하지 않는다고 판단했다. 북반구 겨울 시즌 동안 환류는 더 동서 방향 패턴을 따르며, 즉 동서 방향으로 확장하고 남북 방향으로 얇아진다. 계절이 겨울에서 여름으로 이동함에 따라 환류는 위도 몇 도만큼 남쪽으로 이동한다. 이는 환류의 북동부 이동과 동시에 발생한다. 환류 내의 동서방향 편차는 작게 유지되는 반면, 환류의 북쪽과 남쪽에서는 크게 나타나는 것으로 결론지어졌다.
북대서양 환류 서부의 사르가소해 지역에서 수집된 데이터는 이 환류의 변동성이 겨울철 대류 혼합과 관련되어 있다는 분석적 증거를 제공했다. 베이츠(2001)에 따르면, 해수면 온도에서 8-10 °C의 계절적 변화가 북반구 겨울과 여름 시즌 사이에 혼합층 깊이의 변동과 함께 발생한다. 깊이는 겨울에 200미터에서 여름에 약 10미터로 상승한다. 영양분은 일 년 중 대부분 유광대 아래에 남아 있어 낮은 일차생산량을 초래한다. 그러나 겨울 대류 혼합 동안 영양분이 유광대로 침투하여 봄에 단명하는 식물성 플랑크톤의 대량 증식을 일으킨다. 이로 인해 혼합층 깊이는 10미터로 상승한다.
북대서양 환류에서 겨울과 여름 사이의 해양 생물학 및 수직 혼합의 변화는 바닷물에 포함된 총 이산화 탄소량을 계절적으로 변화시킨다. 연간 추세는 이 환류 내의 이산화탄소 농도가 대기에서 발생하는 것과 유사한 속도로 증가하고 있음을 입증했다. 이 발견은 북태평양 환류에서 이루어진 것과 일치한다. 북대서양 환류는 또한 대기 파동 패턴을 통해 온도 변화를 겪는다. 북대서양 진동(North_Atlantic_oscillation)이 그러한 패턴 중 하나이다. 양의 단계 동안 환류는 따뜻해진다. 이는 편서풍의 약화로 인해 풍압과 열교환이 감소하여 환류 수온이 상승하는 데 더 오랜 기간이 제공되기 때문이다.

## 납 오염
1990년에서 1992년까지 환류에서 측정된 에어로졸, 해양 입자 및 물 샘플에는 납 동위 원소 비율 검사가 포함된다. 특정 동위 원소는 무역풍에 의해 본질적으로 유럽과 근동 중동에서 온 오염의 특징이다. 다른 오염은 주로 미국 배출물에 의해 발생했다. 사르가소해의 표면층에서 이러한 농도가 측정되었다. 미국에서 유연 휘발유의 생산 및 사용이 감소했음에도 불구하고 오염의 42-57%는 미국 산업폐기물 및 자동차 출처에서 비롯되었다. 1992년 이후 납 농도는 분명히 감소하고 있으며, 이는 대서양 표면층 전체에서 사실일 것으로 이론화된다.

## 쓰레기 지대
북대서양 쓰레기 지대는 북대서양 환류 내에 떠다니는 인공 바다 쓰레기의 쓰레기 지대으로, 1972년에 처음으로 기록되었다. 해양 교육 협회가 22년간 실시한 연구에 따르면 이 쓰레기 지대는 수백 킬로미터에 걸쳐 있으며, 제곱 킬로미터당 200,000개 이상의 쓰레기 조각이 밀집되어 있다고 추정한다. 이 쓰레기는 강을 통해 바다로 유입된 인간이 만든 폐기물에서 비롯되었으며, 주로 미세 플라스틱으로 구성되어 있다. 쓰레기 지대는 플라스틱 섭취 및 얽힘을 통해 야생 동물(및 인간)에게 큰 위험을 초래한다.
북대서양 쓰레기 지대에 대한 인식 제고 및 정화 노력은 거의 없었으며, 유네스코의 The Garbage Patch State와 The Ocean Cleanup 등이 그나마 있었다. 대부분의 연구 및 정화 노력은 북태평양의 유사한 쓰레기 지대인 태평양 거대 쓰레기 지대에 집중되어 왔기 때문이다.

## 같이 보기
- 해류
- 환류 (해양학)